# Benítez (Familienname)
Benitez oder Benítez ist ein spanischer Familienname.

## Namensträger
- Adigio Benítez (1924–2013), kubanischer Maler
- Alejandra Benítez (* 1980), venezolanische Fechterin
- Amancio Francisco Benítez Candia (* 1973), paraguayischer Geistlicher, Bischof von Benjamín Aceval
- Ana Luisa Benítez (* 1958), spanische Bildhauerin
- Antonio Benítez Lucho (* 1955), mexikanischer Politiker
- Antonio Benítez Fernández (* 1951), spanischer Fußballspieler
- Antonio Benítez Lucho (* 1955), mexikanischer Politiker
- Antonio J. Benítez (1903–1992), argentinischer Rechtsanwalt und Politiker (Partido Justicialista)
- Arsenio Benítez (* 1971), paraguayischer Fußballspieler
- Carlos Benítez (* 1955), kubanischer Wasserballspieler
- Carmen E. Benítez de Rojas (* 1937), venezolanische Botanikerin
- César Benítez (* 1990), paraguayischer Fußballspieler
- Christian Benítez (1986–2013), ecuadorianischer Fußballspieler
- Cristofer Benítez Hernandez (* 1990), spanischer Rhythmischer Sportgymnast
- Delfín Benítez Cáceres (1910–2004), paraguayischer Fußballspieler
- Diego Benítez (* 1988), uruguayischer Fußballspieler
- Edgar Benítez (* 1987), paraguayischer Fußballspieler
- Eladio Benítez (1939–2018), uruguayischer Fußballspieler
- Elena Benítez (* 1966), spanische Taekwondoin
- Eliudis Benítez (* 1954), puerto-ricanischer Judoka
- Eloy Benítez (* 2003), puerto-ricanischer Leichtathlet
- Elsa Benítez (* 1977), mexikanisches Fotomodell
- Ever Milton Cantero Benítez (* 1985), paraguayischer Fußballspieler, siehe Ever Cantero
- Fabián Benítez (* 1983), paraguayischer Fußballspieler
- Felipe Santiago Benítez Ávalos (1926–2009), paraguayischer Theologe und geistlicher, Erzbischof von Asunción
- Fiamma Benítez (* 2004), spanisch-argentinische Fußballspielerin
- Florencia Benítez (* 1986), argentinische Schauspielerin und Sängerin
- Gastón Benítez (* 2002), paraguayischer Fußballspieler
- Gorka Benítez (* 1966), spanischer Jazzmusiker
- Gustavo Benítez (* 1953), paraguayischer Fußballspieler und -trainer
- Hebert Benítez Pezzolano (* 1960), uruguayischer Essayist und Schriftsteller
- Héctor Ortiz Benítez (* 1928), mexikanischer Fußballspieler
- Helena Benitez (1914–2016), philippinische Politikerin
- Isidro Benítez (1900–1985), kubanischer Musiker, Dirigent und Komponist
- Jaime Rexach Benítez (1908–2001), puerto-ricanischer Politiker
- Jair Benítez (* 1979), kolumbianischer Fußballspieler
- Javier Benítez (Leichtathlet) (* 1976), argentinischer Stabhochspringer
- Javier Benítez (Radsportler) (Javier Benítez Pomares; * 1979), spanischer Radrennfahrer
- Javier Benítez Láinez (* 1969), spanischer Schriftsteller
- Jenifer Benítez (* 1988), spanische Wasserspringerin
- Jesús Benítez (* 1984), uruguayischer Fußballspieler
- Joaquín Garcia Benitez (1883–1958), kolumbianischer Geistlicher, Erzbischof von Medellín
- John Benitez (* 1957), US-amerikanischer DJ, Songwriter und Musikproduzent
- Jonathan Benítez (* 1991), argentinischer Fußballspieler
- Jorge José Benítez (* 1950), argentinischer Fußballspieler
- José Alberto Benítez (* 1981), spanischer Radrennfahrer
- Jose Conrado Benitez († 2015), philippinischer Politiker
- Juan Benítez, paraguayischer Fußballschiedsrichter
- Juan José Benítez (* 1946), spanischer Autor
- Julián Benítez (* 1987), paraguayischer Fußballspieler
- Leon Ciudad Benitez (* 2002), deutscher Handballspieler
- Lidiannis Echeverria Benitez (* 1996), kubanische Beachvolleyballspielerin
- Lizardo Benítez (* 1977), kubanischer Radrennfahrer
- Lorena Benítez (* 1998), argentinisch-paraguayische Fußballspielerin
- Marcelo Benítez Martínez (* 1956), paraguayischer Ordensgeistlicher, Bischof von Caazapá
- Marcio Benítez (* 1996), uruguayischer Fußballspieler
- María Ignacia Benítez (1958–2019), chilenische Politikerin
- Mario Benítez (1946–2023), uruguayischer Boxer
- Mario Abdo Benítez (* 1971), paraguayischer Politiker
- Martín Benítez (* 1994), argentinischer Fußballspieler
- Marvin Benítez (* 1974), salvadorianischer Fußballspieler
- Matías Benítez (* 1988), uruguayischer Rugby-Union-Spieler
- Maurice Benitez (1928–2014), US-amerikanischer Bischof
- Michelle Benítez (* 1996), mexikanischer Fußballspieler
- Miguel Ángel Benítez (* 1970), paraguayischer Fußballspieler
- Milton Benítez (* 1986), paraguayischer Fußballspieler
- Omar Benítez, salvadorianischer Radrennfahrer
- Osmar López Benítez (* 1975), paraguayischer Geistlicher, Bischof von San Juan Bautista de las Misiones
- Otto Morales Benítez (1920–2015), kolumbianischer Jurist und Politiker
- Pamela Benítez (* 1991), salvadorianische Schwimmerin
- Pamela Faber Benítez (* 1950), amerikanisch-spanische Linguistin
- Pedro Benítez (Fußballspieler, 1901) (1901–1974), paraguayischer Fußballspieler
- Pedro Benítez (Fußballspieler, 1981) (* 1981), paraguayischer Fußballspieler
- Rafael Benítez (* 1960), spanischer Fußballspieler und Fußballtrainer
- Rubén Benítez (* 1972), salvadorianischer Sprinter
- Santiago Benítez (1903–1997), paraguayischer Fußballspieler
- Terso Benítez (* 2002), salvadorianischer Fußballspieler
- Víctor Benítez Treviño (* 1945), mexikanischer Politiker
- Walter Benítez (* 1993), argentinischer Fußballtorwart
- Wilfred Benitez (* 1958), puerto-ricanischer Boxer